# Jamnik (województwo dolnośląskie)

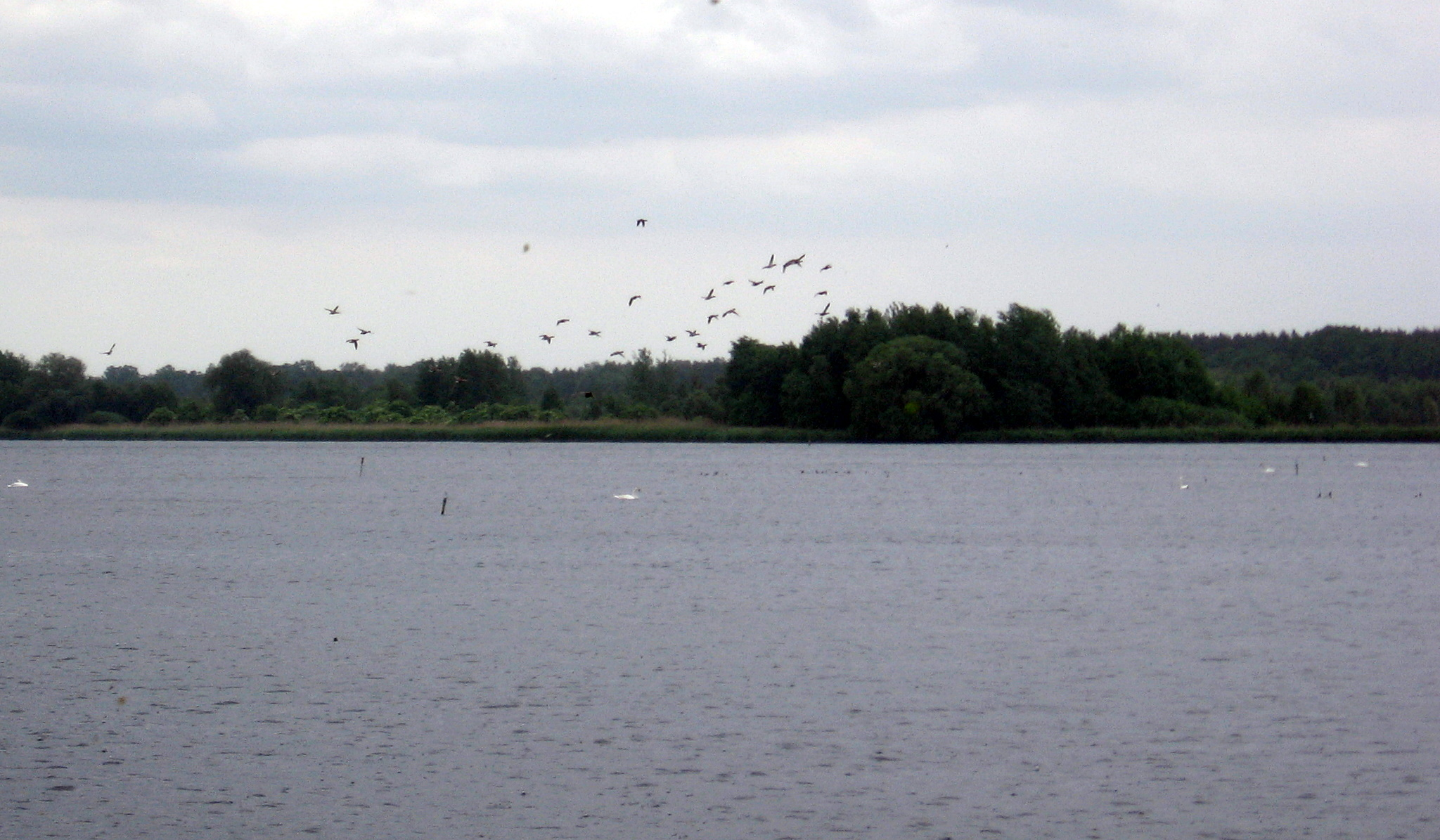
Staw Jamnik widziany z drogi przy osadzie

Jamnik – osada w Polsce położona w województwie dolnośląskim, w powiecie trzebnickim, w gminie Żmigród. Położona jest nad kompleksem czterech stawów powstałych z podzielenia jednego dużego stawu (328 hektarów) o nazwie Jamnik wchodzącego w skład Rezerwatu Stawy Milickie.
W latach 1975–1998 miejscowość administracyjnie należała do województwa wrocławskiego.